# No (singel Dawida Podsiadły)
No – angielskojęzyczny singel Dawida Podsiadły pochodzący z płyty Comfort and Happiness.

## Lista utworów
1. No Album Version 04:08
2. No Radio Edit 03:32
3. No Official Video 04:08

## Notowania
| Lista                           | Pozycja |
| ------------------------------- | ------- |
| Polska (AirPlay – Top)          | 3       |
| Czechy (Rádio – Top 100)        | 41      |
| Lista Przebojów NRD – Eska Rock | 2       |
| Lista Przebojów Trójki          | 3       |
| Poplista                        | 3       |
| Lista Przebojów Radia Merkury   | 3       |
| Uwuemka                         | 5       |
| Lista Przebojów Radia Zet       | 6       |
| Przebojowa Lista – Radio Via    | 10      |
| Lista Przebojów Radia Łódź      | 15      |
| Wietrzne Radio                  | 1       |

### Teledysk
27 czerwca 2014 w serwisie YouTube opublikowano teledysk do „No”, a 27 lipca 2014 część drugą „No, Part II”. Reżyserką i scenarzystką obu klipów jest Anna Maliszewska, natomiast zdjęcia realizował Wojciech Zieliński, w roli dziewczyny wystąpiła Marta Nieradkiewicz.